# Am Großen Rhode
Am Großen Rhode är ett kommunfritt område i Landkreis Wolfenbüttel i förbundslandet Niedersachsen i Tyskland.